# ZX Admiral
ZX Admiral — внедорожник и пикап выпускавшийся с 2001 по 2010 год китайской компанией ZX Auto, лицензионная копия Toyota 4Runner/Toyota Hilux.
Первый китайский автомобиль официально поставленный в Россию — в 2004 году, в 2005 году мелкими партиями собирался в Бийске.

## История
Выпуск начат в 2001 году, на внутреннем рынке Китая цена варьировалась от 75 000 до 98.000 юаней.
В 2006—2008 годах модель находилась на 10-м месте в ТОП-10 самых продаваемых машин в Китае в своём сегменте.
В 2005 году модель получила фейслифт и полный привод и считалась вторым поколением — Admiral II.
В 2007 году версия в кузове пикап стала самостоятельной моделью, переименованной в Grand Tiger.
Выпуск был прекращён в 2010 году.

## Галерея

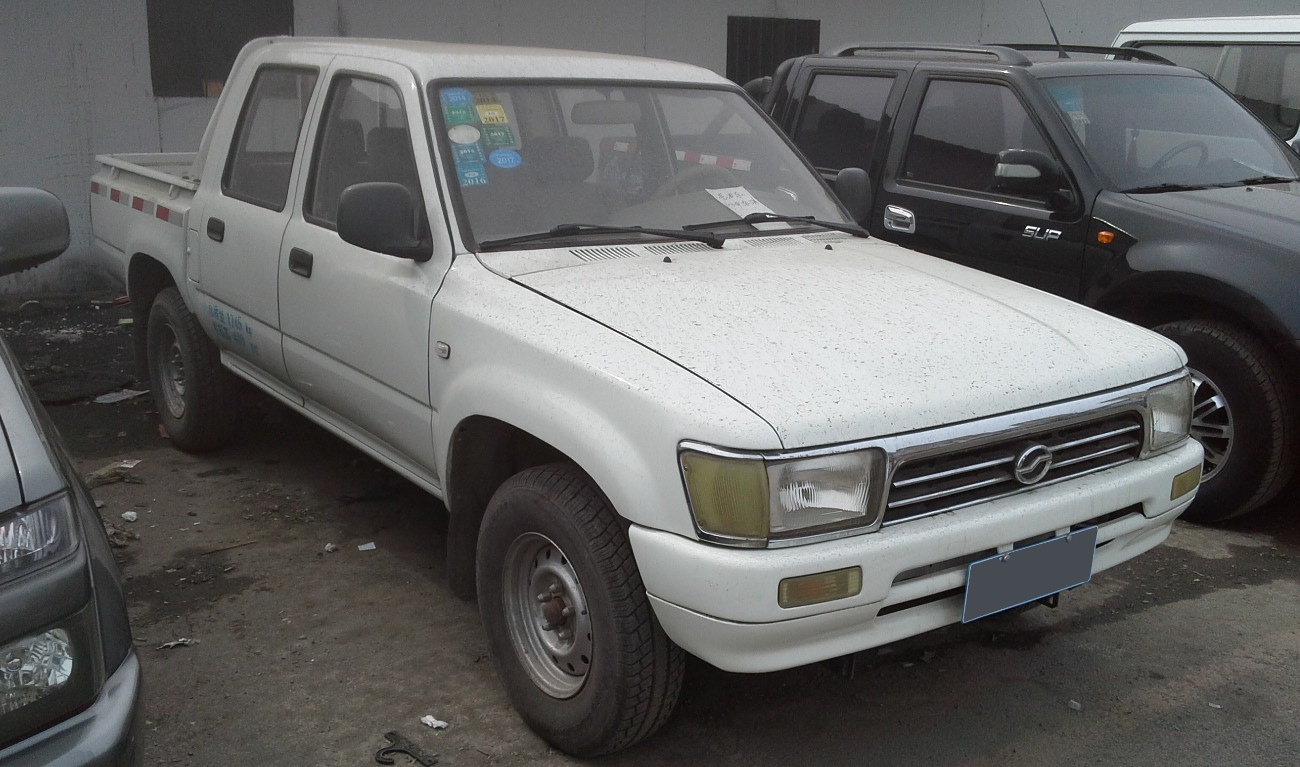
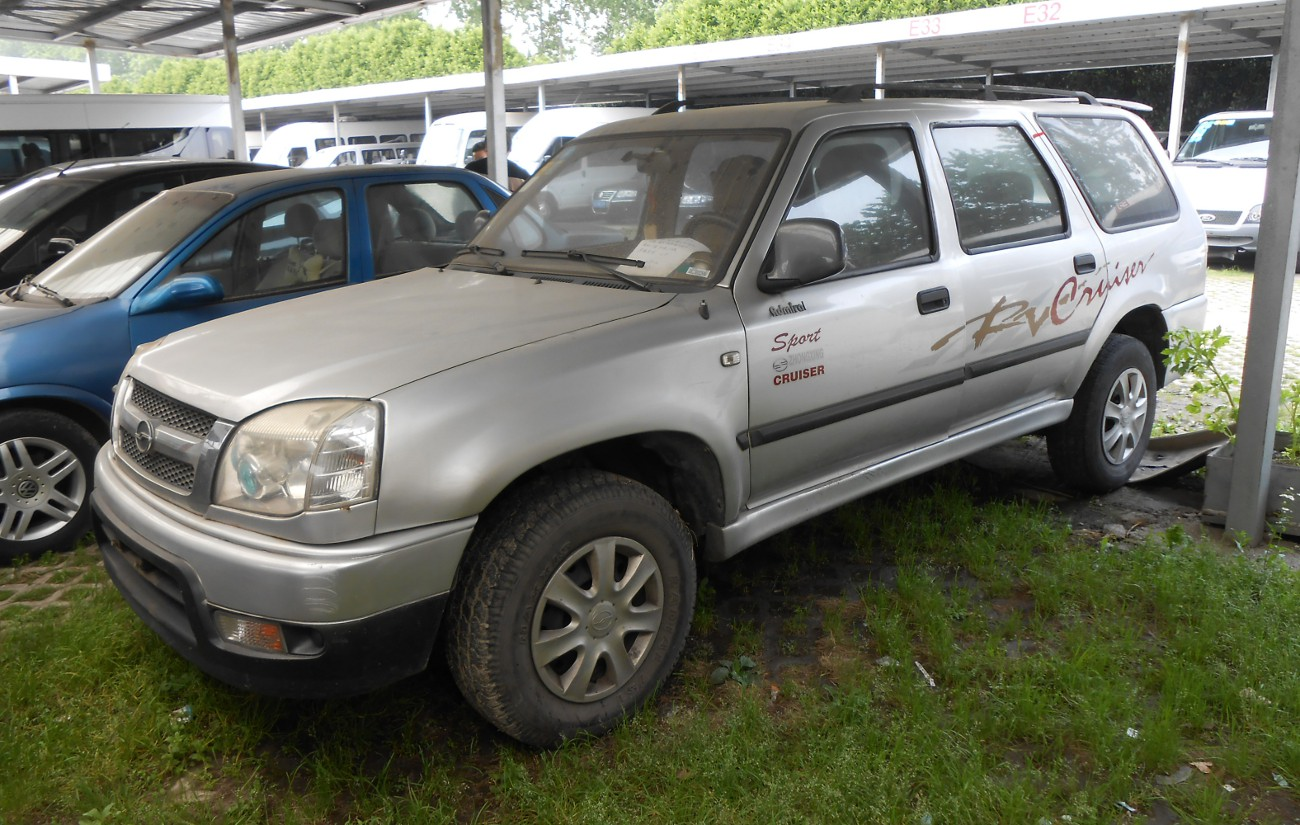
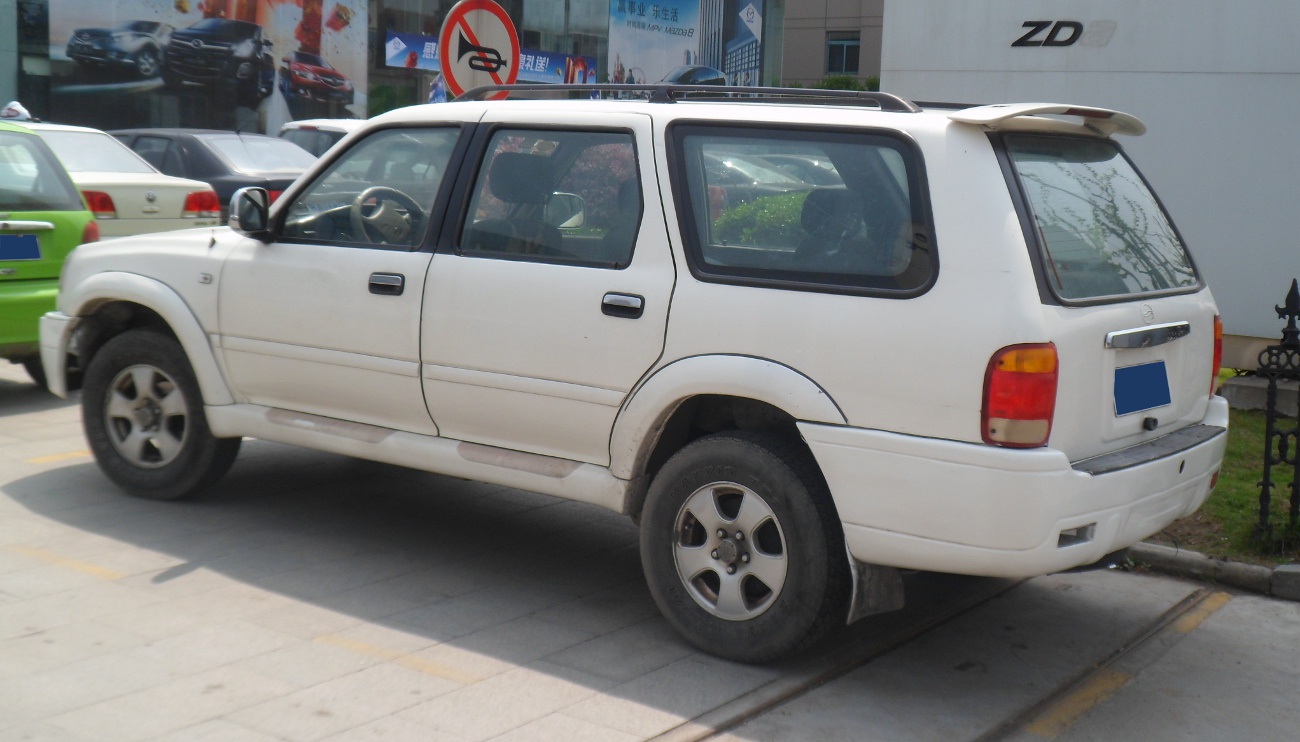

| Год  | Объём продаж |
| ---- | ------------ |
| 2004 | 1 641        |
| 2005 | 3 170        |
| 2006 | 2 413        |
| 2007 | 3 800        |
| 2008 | 3 418        |
| 2009 | 3 206        |
| 2010 | 494          |

## Технические характеристики
Лицензионная копия Toyota Hilux шестого поколения, с рядом отличий, так передняя подвеска, включая тормозные супорта, от Kia K2700.
Рамная конструкция лестничного типа, подвеска — спереди торсионная на двойных рычагах, сзади — неразрезная балка на рессорах.
Двигатель — лицензионный «Тойота» GW491QE (известен еще как 4Y) рядный четырехцилиндровый 8-клапанный объёмом 2,2 литра мощностью 102 л. с.
Коробка передач — 5-ступенчатая механическая.
Привод — задний или полный — с подключаемым передним мостом, раздаточная коробка с пониженным рядом, без межосевого дифференциала.

## История в России
Пикап  Tianye Admiral был первым китайским автомобилем официально поставляемым в Россию — в конце 2003 года прибыла первая партия и за 2004 год удалось продать 260 пикапов.
В розницу продавался за 18000-20000 долларов. В первом квартале 2005 года было продано ещё 240 таких пикапов. В кузове SUV из Китая машины не поставлялись.
Летом 2005 года в одном из цехов Бийского котельного завода, который планировалось переделать под автомобильный, была начата «отверточная» сборка — вседорожника (СА6472) и пикапа (СА2020), в июне была собрана опытная партия из 50 машинокомплектов, уже в августе появились в автосалонах Екатеринбурга, при этом при сборке предпочтение отдавалось не пикапам, а SUV — они в объеме производства занимали 90 %, велась сборка только полноприводных версий. До конца 2005 года планировалось собрать 1000 машин, но, это не было реализовано — завод не смог получить льготы на ввоз комплектующих и следующие полученные 90 машинокомплектов планирует собрать до конца 2006 года.
Всего за 2004—2005 год в России было продано около 1500 поставленных из Китая пикапов и, видимо, более 140 машин собранных в Бийске, в основном джипов, продавались в 2005—2006 годах.
Цена у дилера в Москве составляла 18300 долларов (при планируемой локализации сборки прогнозировалось снижение до 16500 долларов).
Вначале с такой ценой китайский пикап удачно продавался — до 2004 года в России официально продавалось всего три модели пикапов — и хотя это были японские и американские марки, но все поставлялись таиландской сборки: Mitsubishi L200 (22000-28000 долларов), Mazda B2500 и однотипный Ford Ranger (22000-3000 долларов), при этом в 2004 году в России продано: Mazda B2500 — 788 штук, Mitsubishi L200 — 760 штук, а Ford Ranger — 118 штук, и, в декабре 2005 года появившийся Nissan Navara стоил 37000-43000 долларов, при этом цена «прототипа» модели Admiral — Toyota Hilux — составляла порядка 36000 долларов (через «серых» дилеров, на тот момент официально в Россию не поставлялся).
Среди российских моделей конкурентов не было — УАЗ Патриот ещё не выпускался, а полноприводные модели как УАЗ Хантер, ВАЗ-2121 «Нива» и Chevrolet Niva были в другом классе.
Однако, почти сразу у модели появился сильный китайский конкурент — весной 2005 года на рынок России вышла компания Great Wall Motors с пикапом Great Wall Deer и джипом Great Wall Safe — очень похожие машины, также как и ZX Admiral «копии» Toyota Hilux/Toyota 4Runner и с таким же двигателем, но ценой о 11000-13000 долларов за пикап и от 17500 долларов за джип она не только обошла модель ZX Admiral, но и стала безоговорочным лидером в сегменте пикапов — за 2005 год продав 4070 машин, включая 3307 пикапов Deer и 651 джипов Safe.
Кроме того летом 2005 года началось серийное производство УАЗ Патриот, который стоил 12000-15000 долларов (хотя в кузове пикап появился лишь спустя два года).
Цена в 18300 долларов не была конкурентной, тем более что по результатам теста журнала «За рулём» модель проигрывала УАЗ Патриот и Great Wall Deer.

Admiral — мог бы стать аналогом российского «уазика». Однако в нынешнем виде похвастаться ему нечем.— За рулём, № 12, 2005

## Тест-драйвы
- Сравнение ADMIRAL и Toyota HiLux // За рулём, № 7, 2004
- Сравниваем китайский пикап Tianye Admiral с конкурентами: Isuzu D-Max, Ford Ranger, Mazda B-2500 и Mitsubishi L200 // Авторевю, № 24, 2004
- Адмирал Восточного флота // Бизнес-журнал, № 9, май 2005
- Адмирал — китайское чудо // Журнал «Автомир», № 22, май 2005
- Китайские близнецы Great Wall Deer G3 и Admiral Pickup // Журнал «4х4 Club», июль 2005
- Тест китайских вседорожников Admiral SUV, GW Safe, GW Hover. Пересмешники // За рулём, № 12, 2005
- Тест Great Wall Deer G3, Tianma FengLing (Century), Tyanye Admiral, UAZ Patriot // За рулём, № 2, 2006
- Парк ЗР: Tyanye Admiral. Вахту принял // За рулём, № 1, 2006
- Личное дело «Адмирала» // За рулём, № 6, 2006
- Адмирал песчаных карьеров // АвтоНавигатор.ру, 28 ноября 2006

## Комментарии
1. ↑  Great Wall Motors с пикапом Deer и компания «Автотор» со сборкой седана Chery Amulet зашли на российский рынок в следующем году[1]